# Thomas Smith
Thomas Smith (Delft, 1967) is een Vlaams stand-upcomedian en tv-figuur. Hij is een kind van Britse ouders en werd geboren in Nederland, maar groeide op in België.

## Carrière
Als stand-upcomedian begon hij zijn carrière in 2000 als finalist van Humo's Comedy Cup. Hij heeft ondertussen al zeven shows opgevoerd. Zijn shows bestaan voor een groot stuk uit improvisatie, en hij speelt in het Engels en het Nederlands (dikwijls het Antwerps dialect).
Daarnaast heeft Smith al bijdrages geleverd aan verscheidene tv-programma’s (Comedy Casino, Neveneffecten, Vermist en Iedereen Sam).
Als panellid heeft hij ook bijdragen geleverd voor Mag ik u kussen, De Kazakkendraaiers, Scheire en de schepping, Het collectief geheugen, Beste Kijkers, Kan Iedereen Nog Volgen, De 3 Wijzen, en 'Is Er Een Dokter In De Zaal'.
In 2011 speelde Smith een nepjournalist in het derde seizoen van het komisch programma Zonde van de zendtijd van Bert Gabriëls en Henk Rijckaert. In 2013 en 2014 was hij een van de vier stand-upcomedians in Foute vrienden op 2BE samen met Begijn le Bleu, Jeron Dewulf en Steven Goegebeur. In 2015 kwam Foute vrienden, de film uit. In het najaar van 2015 was het derde seizoen van de reeks te zien op Q2.

## Shows
- Alienman Smith
- Thomas Smith will set you free
- Chaos
- Ruis
- Aanwezig
- Strak (2017)
- De Jaren van Verstand (2019)
- REBEL (2022)
- Angst te koop (te koop wegens nieuwe hobby)

## Televisie
- Code van Coppens (2024)
- The Big Bang (2023) - als zichzelf samen met Begijn Le Bleu
- Veel tamtam (2020)
- De positivo's (2020)
- Is er een dokter in de zaal? (2019)
- Kan iedereen nog volgen? (2018-2019)
- De drie wijzen (2018)
- De allesweter (2016)
- Advocaat van de duivel (2016)
- Beste kijkers (2015)
- Foute Vrienden (2013-2015)
- Scheire en de schepping (2012-2013)
- Zonde van de zendtijd (2011)
- Vermist (2010)
- Mag ik u kussen? (2010)
- Neveneffecten (2005, 2008) - als Vlaggenzwaaier (2005) en Willy Britse soldaat (2008)
- Willy's en Marjetten (2006) - als danser

## Film
- Foute vrienden, de film (2015)